# Tresorit
Tresorit — сервис облачного хранилища данных, нацеленный на повышенную защиту данных и конфиденциальность, базирующийся в Швейцарии и Венгрии.
Премиальный аккаунт включает 500ГБ места, поддержку управления версиями документов, а также правами доступа для файлов и папок, к которым предоставляется общий доступ. Tresorit предоставляет пользователям возможность хранения данных начиная от €10/месяц, начав с 14-дневной бесплатной версии.
Tresorit называют безопасной и надежной альтернативой Dropbox, ориентированной на корпоративную среду.
Tresorit доступен не только через специальную программу-клиент, но и через веб-интерфейс и мобильные приложения. В настоящее время Tresorit доступен для Windows, Mac, iOS, Android, Windows Phone и Linux.

## История
Tresorit основана в 2011 году венгерскими программистaми Istvan Lam, который остаётся генеральным директором компании, Szilveszter Szebeni — директором по информационным технологиям и Gyorgy Szilagyi — директором по развитию продукта.
Tresorit официально запустила свой облачный сервис со сквозным шифрованием после тестирования бета-версии в апреле 2014 года.
В августе 2015 года Wuala (принадлежащая LaCie и Seagate) — пионер в области безопасных облачных хранилищ, объявила о закрытии своей службы после 7 лет, и рекомендовала своим пользователям выбирать Tresorit в качестве безопасной альтернативы облачного хранилища.
В 2016 году Forbes включил Istvan Lam в список «30 Under 30» в категории «Технологии»

## Технология
Одна из причин, по которым Tresorit считается настолько безопасным, заключается в способе шифрования файлов. Этот метод называется сквозным шифрованием (также известен как «end-to-end encryption» или «client-side encryption»).
Tresorit шифрует файлы используя шифрование AES-256 на стороне клиента, перед загрузкой на сервер. Файлы также защищаются кодами HMAC, применёнными на хеши SHA-512.
«Хранилища» (нем. Tresor) — это зашифрованные части загруженных папок. Они автоматически синхронизируются с облаком, когда файлы изменяются, также как и клиенты Box и Dropbox.

## Возможности
Возможности сервиса Tresorit включают в себя:
- Доказательство с нулевой аутентификацией.[18]
- Полноценное шифрование данных.
- Двухфакторная аутентификация и блокировка устройств.
- Дистанционное мобильнoe удаление.
- Предыдущие версии документов.
- Обмен файлами с помощью зашифрованных ссылок.
- Установка срока действия зашифрованной ссылки.
- Защита зашифрованных ссылок паролем.
- Установка лимита загрузок для зашифрованных ссылок.
- Технические средства защиты авторских прав (ТСЗАП).[19]
- Группы пользователей.
- Фильтрация по IP.

## Конкурс по взлому
С 10 апреля 2013 Tresorit организовал конкурс для хакеров, обещая $10,000 тому, кто сможет взломать их методы шифрования данных для получения доступа к их серверам. Через несколько месяцев, награда была увеличена до $25,000, а затем до $50,000, бросая вызов лучшим хакерам из таких учреждений, как Гарвард, Стэнфорд и MIT. Конкурс проходил в течение 468 дней и ни один хакер не смог взломать шифрование Tresorit. Tresorit подчёркивает, что конкурс проводился на полностью независимых серверах, отдельных от файлов пользователей.